# Freesound
Freesound.org est un dépôt collectif d'échantillons audio, ainsi qu'une organisation à but non lucratif.
Les échantillons sont placés sous différentes licences Creative Commons.